# Yaqzan (Rostémides)
Vous pouvez aider à l'améliorer ou bien discuter des problèmes sur sa page de discussion.
- Certaines informations devraient être mieux reliées aux sources mentionnées dans la bibliographie ou les liens externes. Améliorez sa vérifiabilité en les associant par des références. (Marqué depuis février 2025)
- Son texte doit être wikifié : il ne correspond pas à la mise en forme Wikipédia (style, typographie, liens internes, liens entre les wikis, etc.). (Marqué depuis février 2025)
- Les conventions bibliographiques ne sont pas respectées. La bibliographie et les liens externes sont à corriger. (Marqué depuis février 2025)
- Il n’est pas rédigé dans un style encyclopédique. (Marqué depuis février 2025)
- La traduction doit être revue. Le contenu est difficilement compréhensible à cause d’erreurs de traduction, peut-être dues à l’utilisation d’un logiciel de traduction automatique. (Marqué depuis février 2025)

Yakzan ibn Abu'l Yakzan ( arabe : يقضان بن محمد ; d/n - 909 ) fut le dernier imam de l'État rostémide en 906 - 909 .

## Biographie
Fils de l'imam Abu'l-Yakzan Muhammad. Il y a peu d'informations sur lui. En 906, avec l'appui des Berbères Nefzaouas, il renverse son frère, l'imam Yusuf .
Il a essayé de poursuivre la politique de tolérance religieuse de son père et de renforcer le commerce intermédiaire. Dans le même temps, il tenta de parvenir à la paix entre les tribus berbères. Cependant, l’imam n’a rien fait de tout cela. De plus, les sectes chiites, soufies et sunnites mu'tazilites ont commencé à diffuser une propagande anti-imam, l'accusant de la mort de son frère. En fait, jusqu'en 909, Yakzan ne régnait que sur la région autour de Tahert.
En 909, le chef militaire fatimide Abu Abdallah al-Shi'i attaque Tahert, vainquit Yaqzan, qu'il exécuta. L’État rostémide a cessé d’exister. Les restes des Ibadites fuient vers les oasis sahariennes de Ouargla et du Mzab.

## Crédit d'auteurs
- (uk) Cet article est partiellement ou en totalité issu de l’article de Wikipédia en ukrainien intitulé « Якзан ібн Абу'л Якзан » (voir la liste des auteurs).